# 東植田村
東植田村（ひがしうえたむら）は、香川県木田郡にあった村。現在の高松市東植田町と菅沢町にあたる。

## 人口
| \| 1920年（大正9年） \| 2,142人 \| \| \| 1925年（大正14年） \| 2,050人 \| \| \| 1930年（昭和5年） \| 2,098人 \| \| \| 1935年（昭和10年） \| 2,056人 \| \| \| 1940年（昭和15年） \| 2,043人 \| \| \| 1947年（昭和22年） \| 2,660人 \| \| \| 1950年（昭和25年） \| 2,556人 \| \| |         |  |
| 総務省統計局 / 国勢調査（1950年） |         |  |
| 1920年（大正9年） | 2,142人 |  |
| 1925年（大正14年） | 2,050人 |  |
| 1930年（昭和5年） | 2,098人 |  |
| 1935年（昭和10年） | 2,056人 |  |
| 1940年（昭和15年） | 2,043人 |  |
| 1947年（昭和22年） | 2,660人 |  |
| 1950年（昭和25年） | 2,556人 |  |

## 歴史
- 1890年2月15日 - 町村制施行に伴い、山田郡東植田村・菅澤村（すげざわむら）が合併し、東植田村が発足。
- 1899年4月1日 - 山田郡が三木郡と合併し、木田郡となる。
- 1955年4月1日 - 川島町・十河村・西植田村と合併し、山田町が発足。同日付で東植田村が廃止。